# Феликс Уфуе-Боањи
Феликс Уфуе-Боањи (фр. Félix Houphouët-Boigny; Јамусукро, 18. октобар 1905 — Јамусукро, 7. децембар 1993), одмиља знан као Папа Уфуе и Ле Вје (Стари), био је први председник Обале Слоноваче и један од пионира и предводника деколонизације Африке.

## Биографија
Првобитно је радио као сеоски управитељ, лекар, управитељ имања, синдикалист, да би убрзо постао члан Парламента Републике Француске, а касније је вршио и министарске функције у Влади Француске. Уфуе-Боањи је већ од 1940-их био једна од кључних личности у процесу деколонизације и развоја Обале Слоноваче, а ту је улогу задржао до своје смрти 1993. године.
За време његовог политички умереног мандата, Обала Слоноваче доживела је економски просперитет. Овај успех, иначе реткост у осиромашеној Западној Африци, био је познат као Чудо из Обале Слоноваче, а резултат је пажљивог планирања, одржавања привредних веза са Западом (посебно с Француском) и искориштавања богатих ресурса кафе и какаовца. Међутим, таква експлоатација агрикултурних добара довела је, у јеку пада цена кафе и какаовца током 1980-их, до одређених потешкоћа.
Током свог председништва, Уфуе-Боањи је одржавао чврсте везе с Француском, подржавајући тако политику знану као Франкафрик, а посебну подршку имао је од Жака Фокара, главног саветника за Африку у кабинетима председника де Гола и Жоржа Помпидуа. Иако се борио против колонијализма, Уфуе-Боањи је касније учествовао у свргавању својих колега у суседним земљама. Тако је био уплетен у рушењу Квамеа Нкруме у Гани 1966. и Матјеа Керекуа у Бенину 1977, а био је оптужен и за учешће у пучу којим је срушен Томас Санкара с власти у Буркини Фасо 1987. године. Уфуе-Боањи је такође, што је исто било атипично за деколонизовану Африку, одржавао чврсту антикомунистичку политику тако да је 1969. године раскинуо односе са Совјетским Савезом, које је тек успоставио 1967, те их је поново успоставио тек у фебруару 1986. године. Одбијао је да призна Народну Републику Кину све до 1983, те је подржавао антикомунистичку УНИТА-у, која је имала подршку САД, током грађанског рата у Анголи.
На Западу, Уфуе-Боањи је углавном био знан као Афрички мудрац или Афрички старац. На пољу унутрашње политике, Уфуе-Боањи је заслужан за премештање статуса главног града из Абиџана у родни Јамусукро у којем је, за цену од 300.000.000 долара, дао изградити највећу цркву на свету, базилику Мајке Божије Краљице мира. У време смрти, био је афрички функционер с најдужим мандатом у историји, те трећи у свету, иза Фидела Кастра на Куби и Ким Ил Сунга у Северној Кореји. Године 1989, УНЕСКО је покренуо Награду за мир „Феликс Уфуе-Боањи“ због његовог „чувања, одржавања и захтевања мира“.
Током 1990-их водила се борба за његова наследника у којој је он подржао Анрија Конана Бедиеја, председника Народне скупштине, којем је главни конкурент био премијер Аласан Уатара, који је водио земљу док се председник лечио од рака у Француској. Одлуку о именовању наследника Уфуе-Боањи је одгађао неколико година. У децембру 1993, Уфуе-Боањи је био на самрти због последица рака простате, те је хитно превезен у Обалу Слоноваче како би тамо и умро. Неко је време држан на апаратима како би договорио услове наслеђивања, а онда је, уз пристанак породице, скинут с апарата, 7. децембра 1993. у 6:35 часова. За собом није оставио никакву писану опоруку тако да су се његови наследници борили како би добили део његове имовине, тврдећи како она не припада држави.
Након његове смрти Обале Слоноваче је постала нестабилнија. У периоду од 1994. до 2002. дошло је до неколико државних удара, девалвације и рецесије, а 2002. и до грађанског рата.